# Andrés Rodríguez Serrano
Andrés Rodríguez Serrano, conegut com a Rodri II, (Barcelona, 18 d'agost de 1941) és un antic futbolista català de la dècada de 1960.

## Trajectòria
Nascut al carrer Alegre de Dalt del barri de Gràcia, fou conegut com a Rodri II, per distingir-lo de Francesc Rodríguez, Rodri I, que també jugava al FC Barcelona. Va començar a jugar al CARSA (Club d'Aprenents de la RENFE de Sant Andreu), on estava estudiant. En aquest passà del juvenil a Primera Regional. L'any 1958 fitxà pel FC Barcelona, on fou campió d'Espanya amb l'equip juvenil, i internacional amb les seleccions catalana i espanyola de la categoria. El 1959 pujà a l'Amateur, que el cedí al CE Sabadell de Segona Divisió. La temporada 1960-61 ingressà al primer equip del Barça, però la presència d'Antoni Ramallets va fer que disposés de molt pocs minuts, amb només 5 partits de lliga disputats. Davant la manca de possibilitats decidí provar nous reptes. La temporada 1961-62 fou cedit al Racing de Santander i al CF Igualada, i el 1962, ja amb la carta de llibertat a la butxaca fitxà pel Llevant UE, club on jugà tres temporades i mitja, i on assolí un ascens a Primera i un descens a Segona. Des del gener de 1966 jugà amb el Reial Saragossa a Primera. Els seus següents equips foren el Reial Valladolid, a Segona, el Xerez Deportivo, amb el qual aconseguí ascendir a aquesta mateixa categoria, i la UD Barbastre, on penjà el guants l'any 1972.

## Palmarès
- Copa espanyola:
  - 1965-66